# Bugabitia triacantha
Bugabitia triacantha – gatunek kosarza z podrzędu Laniatores i rodziny Manaosbiidae. Jedyny znany przedstawiciel monotypowego rodzaju Bugabitia.

## Występowanie
Gatunek jest endemiczny dla Panamy.